# Czerkaska Rada Obwodowa

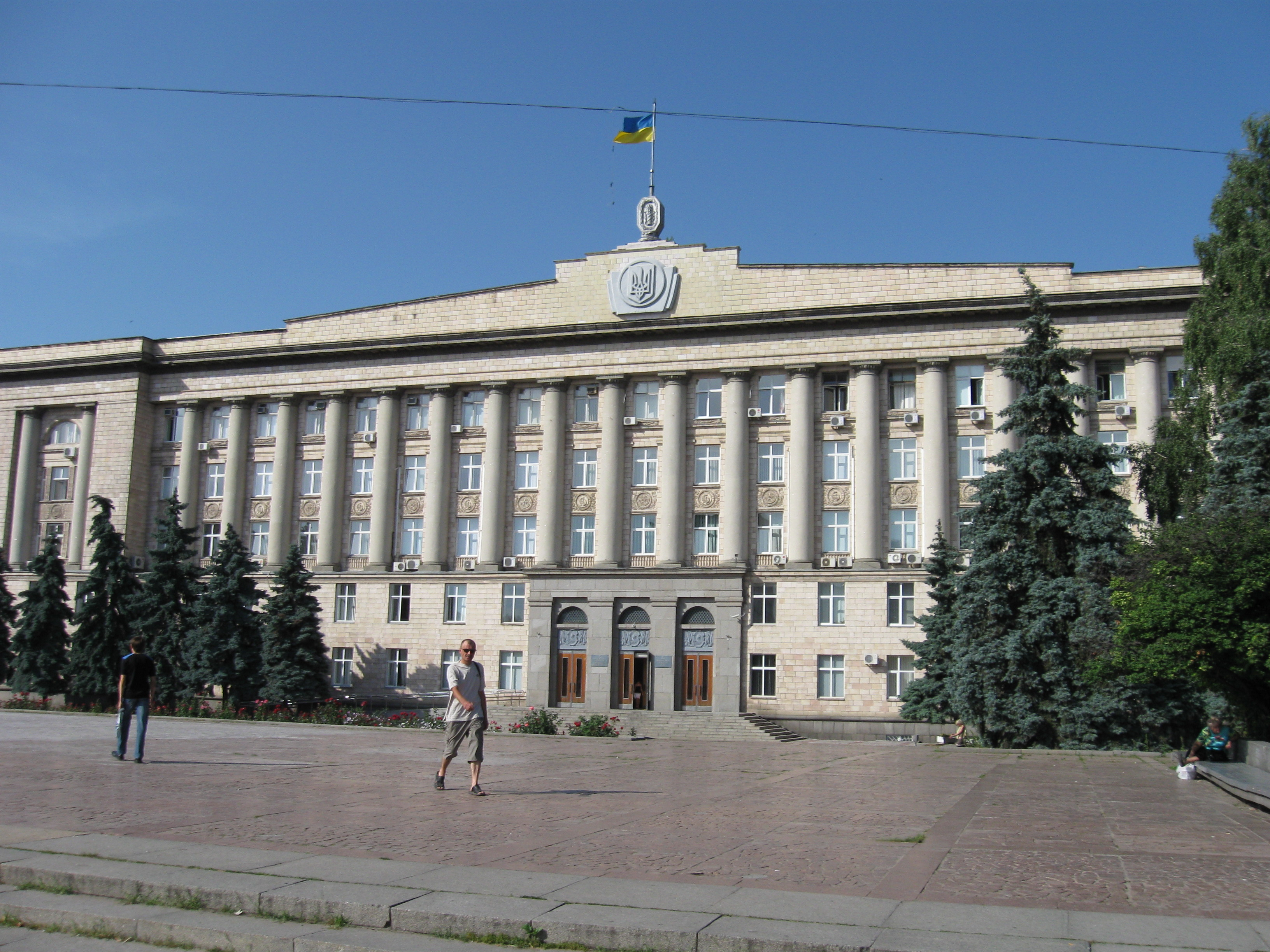
Budynek rady obwodowej

Czerkaska Rada Obwodowa (ukr. Черкаська обласна рада) – organ obwodowego samorządu terytorialnego w obwodzie czerkaskim Ukrainy, reprezentujący interesy mniejszych samorządów – rad rejonowych, miejskich, osiedlowych i wiejskich, w ramach konstytucji Ukrainy oraz udzielonych przez rady upoważnień. Siedziba Rady znajduje się w Czerkasach.

## Przewodniczący Rady
- Wołodymyr Szapował (1991)
- Hennadij Kaprałow (1992-1994)
- Wasyl Cybenko (1994-1995)
- Wołodymyr Łukjaneć (1998-2001)
- Hennadij Kaprałow (2001-2005)
- Wiktor Pawliczenko (2005-2006)
- Wołodymyr Hreś (od 28 kwietnia 2006 do 17 listopada 2010)
- Wałerij Czerniak (od 17 listopada 2010 do 25 lutego 2014)
- Wałentyna Kowałenko (od 25 lutego 2014)